# Reprezentacja Niemieckiej Republiki Demokratycznej w piłce ręcznej kobiet
Reprezentacja Niemieckiej Republiki Demokratycznej w piłce ręcznej kobiet – narodowy zespół piłkarek ręcznych Niemieckiej Republiki Demokratycznej. Reprezentował swój kraj w rozgrywkach międzynarodowych.

## Turnieje

### Udział wmistrzostwach świata
| Rok  | Wynik | Źródło |
| ---- | ----- | ------ |
| 1957 | –     |        |
| 1962 | –     |        |
| 1965 | –     |        |
| 1971 | 1.    |        |
| 1973 | 9.    |        |
| 1975 | 1.    |        |
| 1978 | 1.    |        |
| 1982 | 4.    |        |
| 1986 | 4.    |        |
| 1990 | 3.    |        |

### Udział wigrzyskach olimpijskich
| Rok  | Wynik | Źródło |
| ---- | ----- | ------ |
| 1976 | 2.    |        |
| 1980 | 3.    |        |
| 1984 | –     |        |
| 1988 | –     |        |